# Dyckia mirandana
Dyckia mirandana är en gräsväxtart som beskrevs av Elton Martinez Carvalho Leme och Z.J.G.Miranda. Dyckia mirandana ingår i släktet Dyckia och familjen Bromeliaceae. Inga underarter finns listade i Catalogue of Life.